# El Loro
El Loro eran periódicos que se publicaron desde 1879 hasta 1885 por Baldomero Espartero, en Cádiz.

## Historia
Fundada en 1879 en Cádiz, su editor fue Baldomero Espartero.  Sus páginas centrales incluían una caricatura a color. Ideológicamente se posicionó en contra del sistema de la Restauración, además de tener una inclinación anticlerical y republicana. Cesó su publicación el 28 de febrero de 1885. En sus páginas habrían colaborado autores como Jaume Pahissa o Eduardo Blasco.

## Referencias

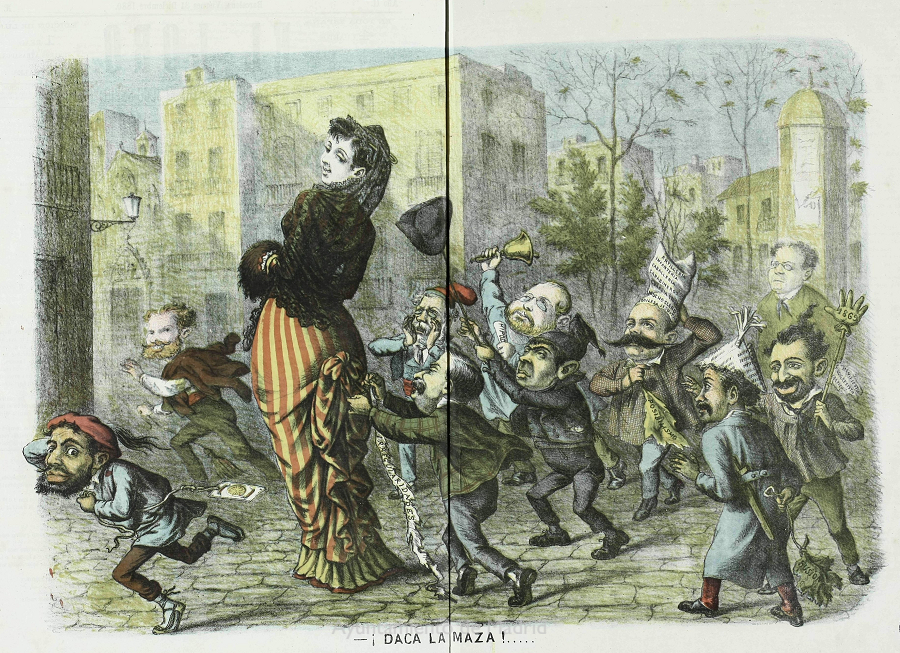
«¡Daca la maza!», caricatura publicada en El Loro el 31 de diciembre de 1880.